# Gmina Bazetta
Gmina Bazetta (ang. Bazetta Township) – gmina w Stanach Zjednoczonych, w stanie Ohio, w hrabstwie Trumbull. W 2020 roku liczyła 5912 mieszkańców.